# Oemida microphthalma
Oemida microphthalma là một loài bọ cánh cứng trong họ Cerambycidae.